# Martin Jørgensen
Lars Martin Jørgensen (ur. 6 października 1975 w Aarhus) – duński piłkarz, występujący na pozycji prawoskrzydłowego obrońcy lub pomocnika.
Klub z rodzinnego miasta, Aarhus GF był jego pierwszym klubem w karierze. W 1996 zdobył ze swoją drużyną Puchar Kraju, otrzymał także wyróżnienie Młodego Piłkarza Roku. Wcześniej grał w młodzieżowych reprezentacjach Danii, gdzie zaliczył 31 meczów i 9 bramek. Korzystając z niefortunnej dla AGF klauzuli kontraktu, w kwietniu 1997 opuścił kraj i przeniósł się do Udinese Calcio, w którym grał już jego rodak, Thomas Helveg. Jako piłkarz włoskiej drużyny, w marcu 1998 zaliczył debiut w seniorskiej reprezentacji Danii i został powołany na mundial 1998. Na imprezie zagrał we wszystkich meczach kadry Johanssona, strzelił bramkę w przegranym 2-3 ćwierćfinałowym meczu z późniejszym finalistą, Brazylią. Dwa lata później zagrał w jednym meczu Euro 2000.
Kontynuował bujną karierę reprezentacyjną także u nowego selekcjonera, Mortena Olsena. Na mundialu 2002 zagrał w trzech meczach grupowych (kontuzja wykluczyła go z dalszych gier), a na EURO 2004 – w czterech. Był już prawdziwą supergwiazdą swojego kraju, więc po turnieju trafił do Fiorentiny, klubu powracającemu w szeregi Serie A z wielkimi ambicjami. W sezonie 2005/06 razem z kolegami zajął czwarte miejsce w lidze, co oznaczało awans do kwalifikacji Ligi Mistrzów. Po Aferze Calciopoli 14 lipca 2006 klub został decyzją trybunału sportowego zdegradowany do Serie B, jednak dzięki apelacjom Viola występowała nadal w najwyższej klasie rozgrywkowej i radziła sobie bardzo dobrze, mimo odjętych 15 punktów w tabeli ligowej. Z kolejnymi sezonami miejsce w wyjściowym składzie zaczął tymczasem tracić jej dotychczasowy filar, Jørgensen – głównie na skutek szeregu drobnych i poważniejszych urazów.
1 lutego 2010 skrzydłowy powrócił do swojego pierwszego klubu w zawodowej karierze – Aarhus GF. Jako jego zawodnik zagrał w trzech meczach nieudanych dla swojej kadry mistrzostw świata w RPA. W pierwszym spotkaniu, przeciwko Holandii, nosił opaskę kapitańską (później stracił ją na rzecz Jona Dahla Tomassona). Ostatni, sto drugi występ w reprezentacji kraju zaliczył 15 listopada 2011 roku w meczu z Finlandią.